# Almaș, Neamț
Almaș este un sat în comuna Gârcina din județul Neamț, Moldova, România.

## Vezi și
- Mănăstirea Almaș
- Biserica de lemn din Almaș

## Imagini

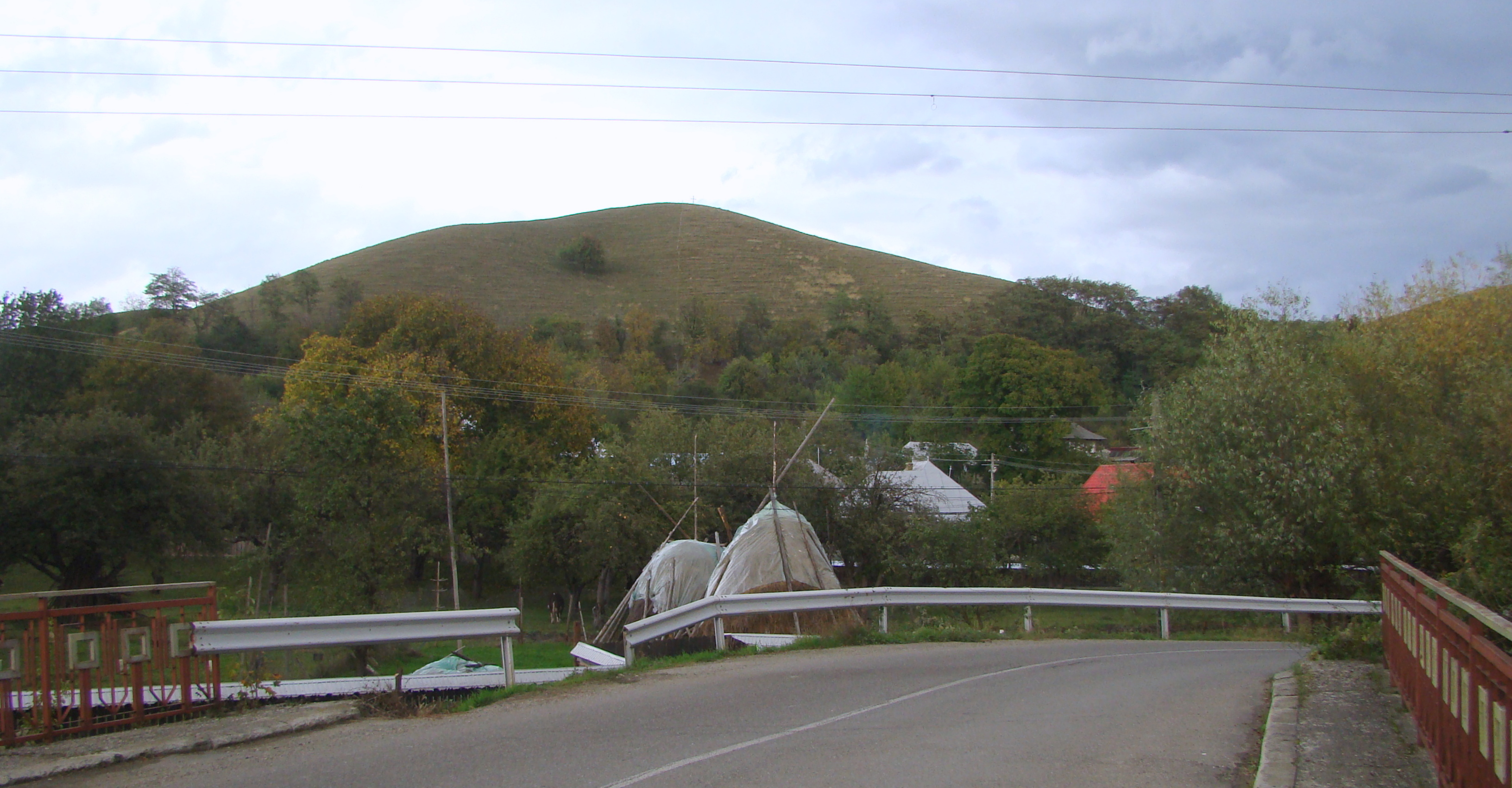
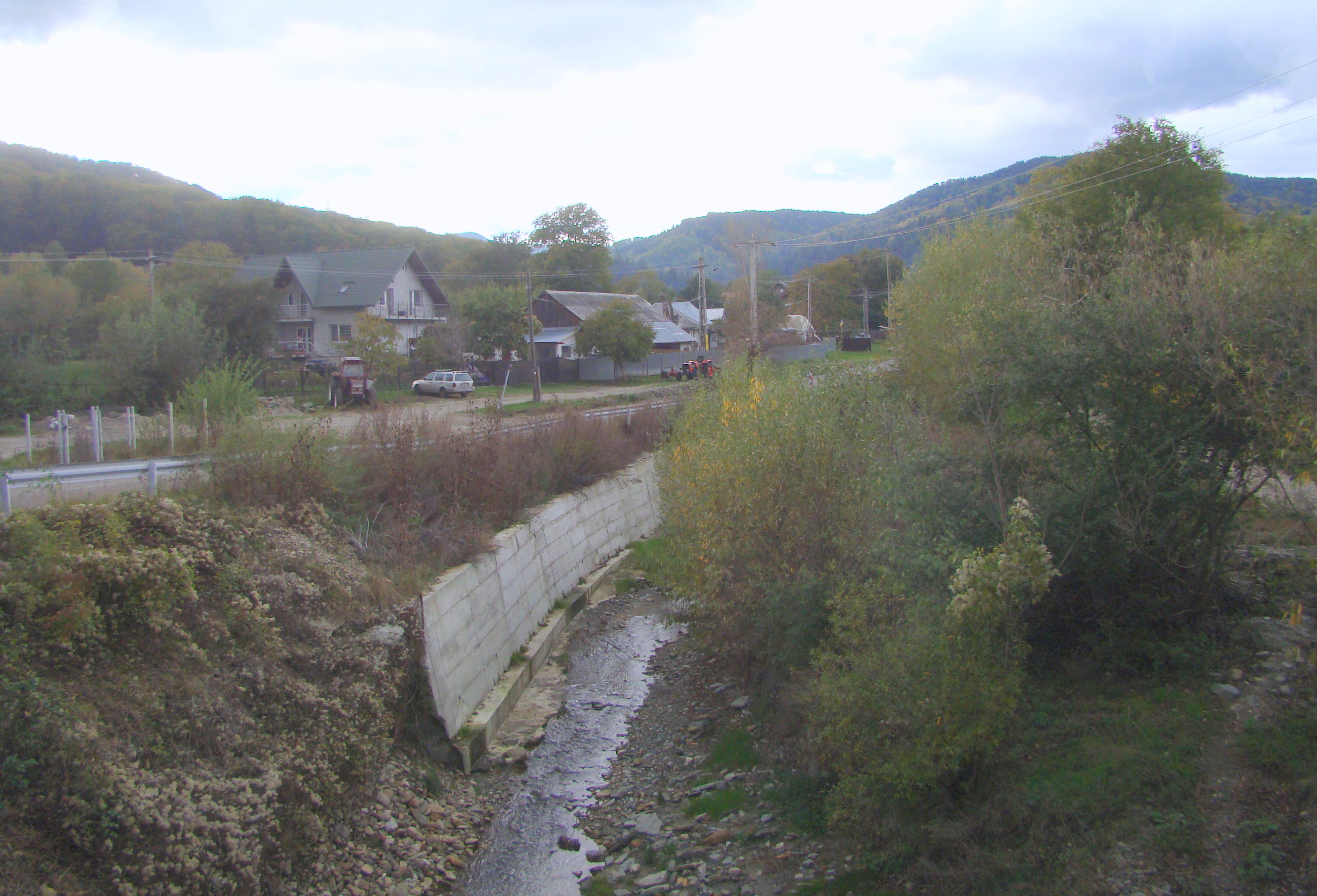
Râul Almaș, Cracău
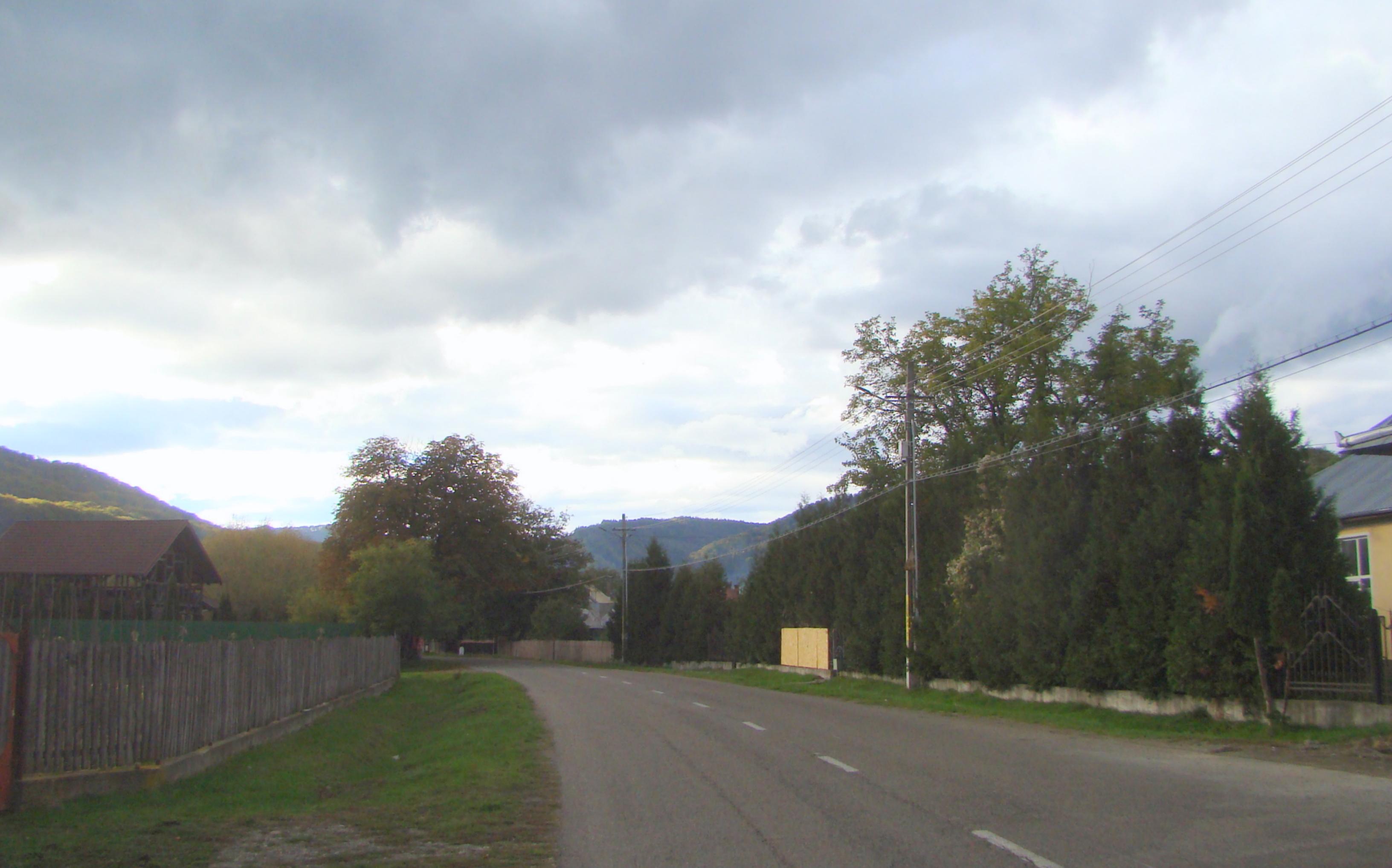
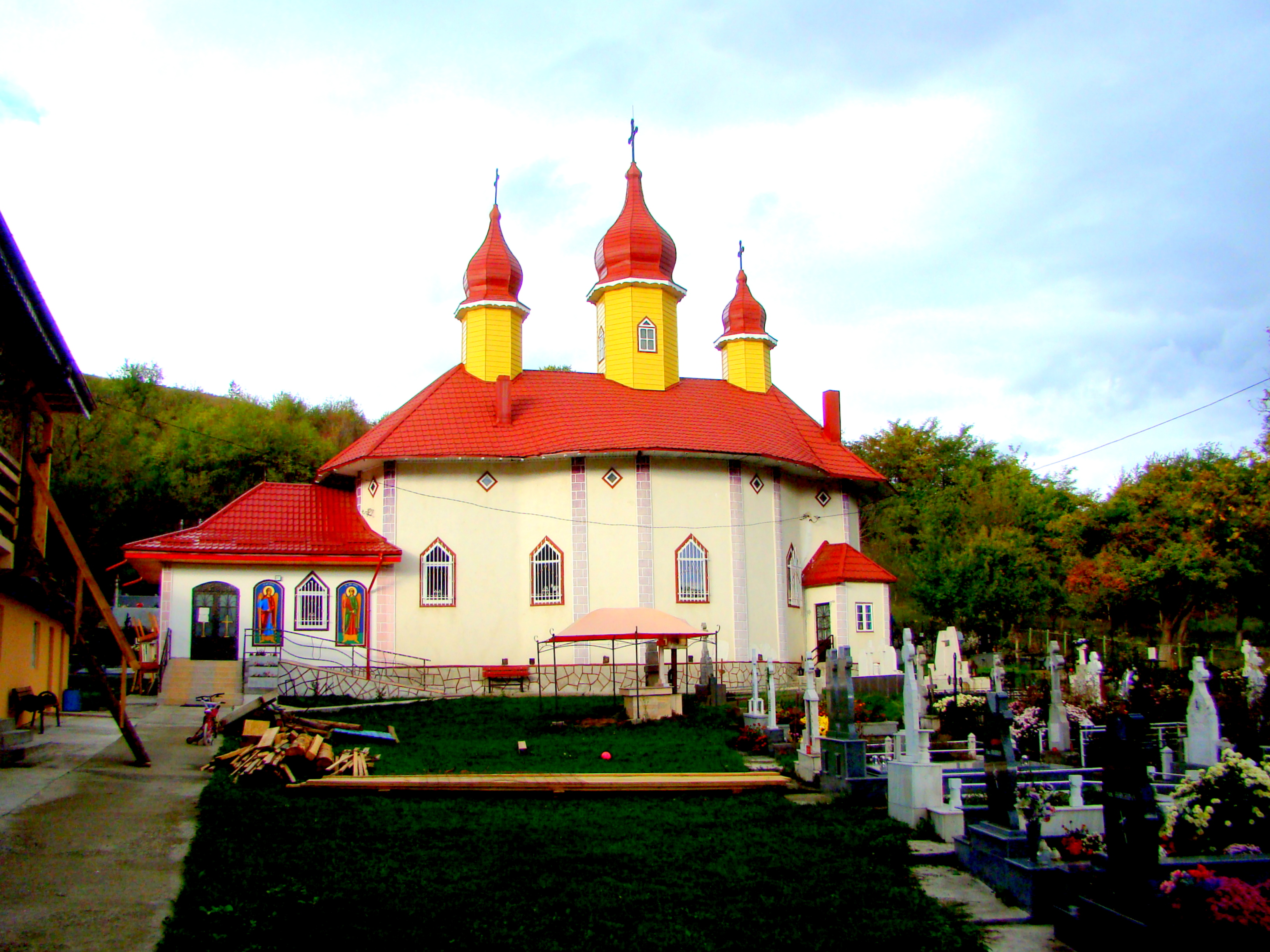
Biserica de lemn „Sfinții Arhangheli”
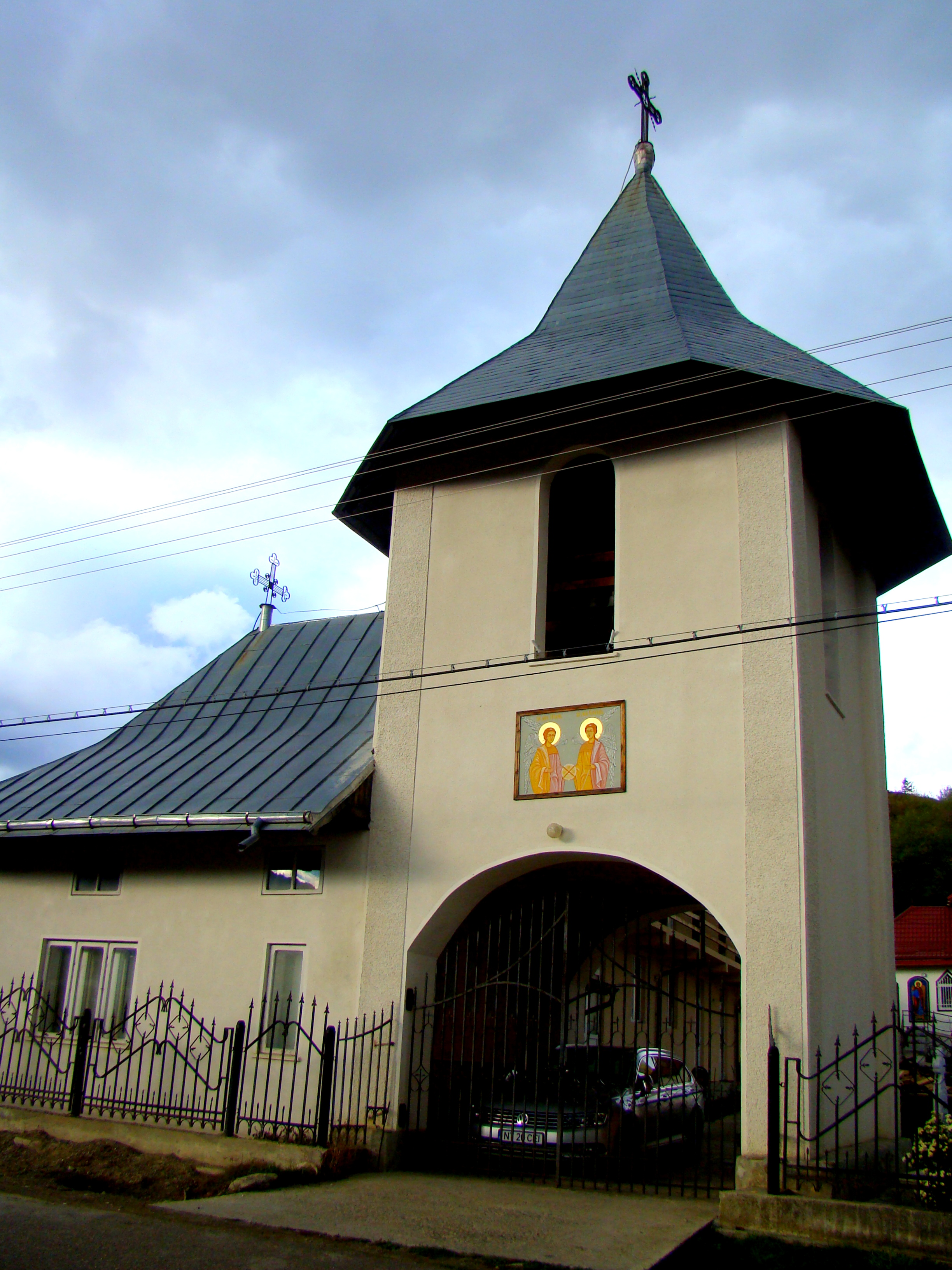
Turn clopotniță
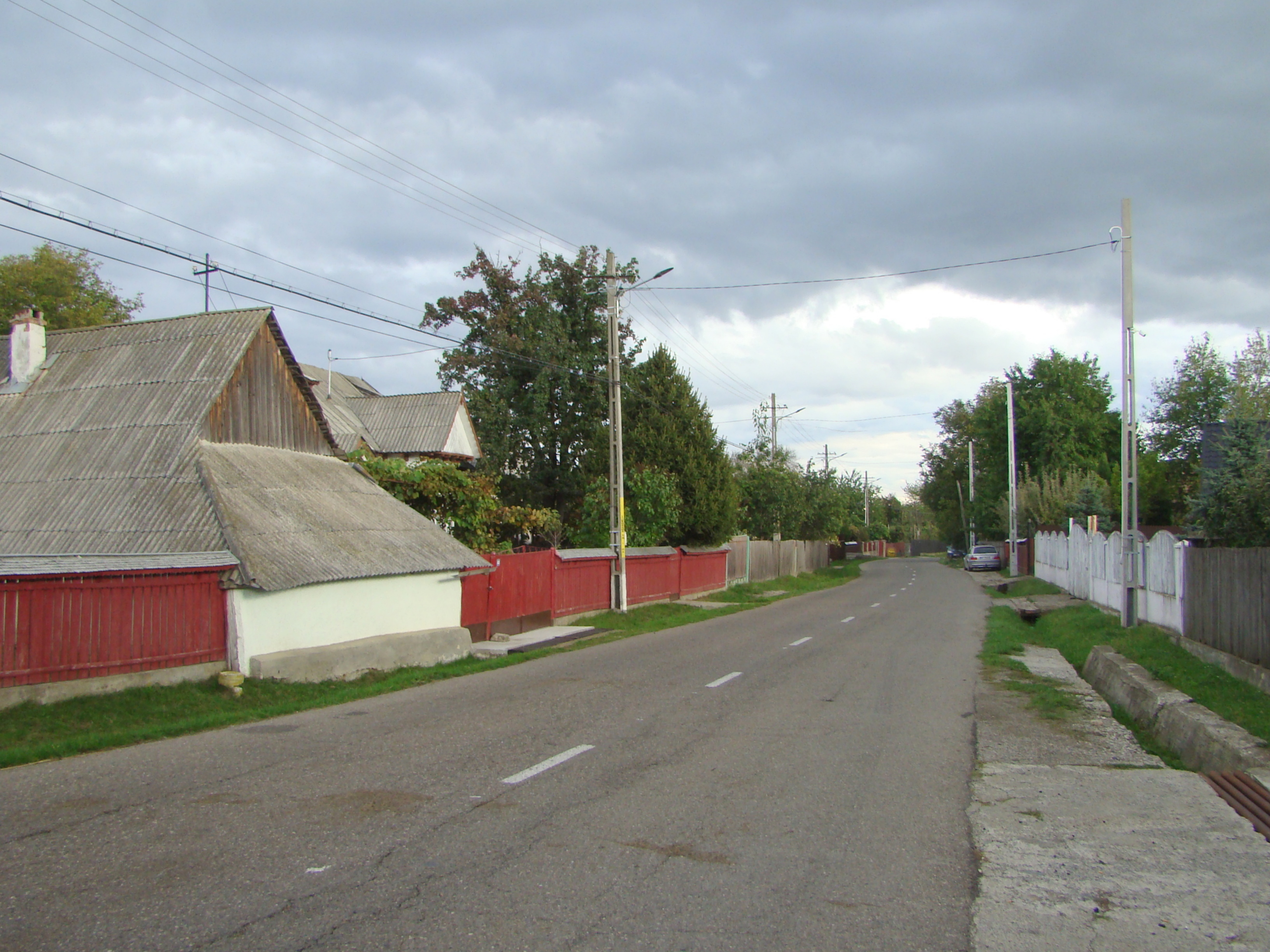
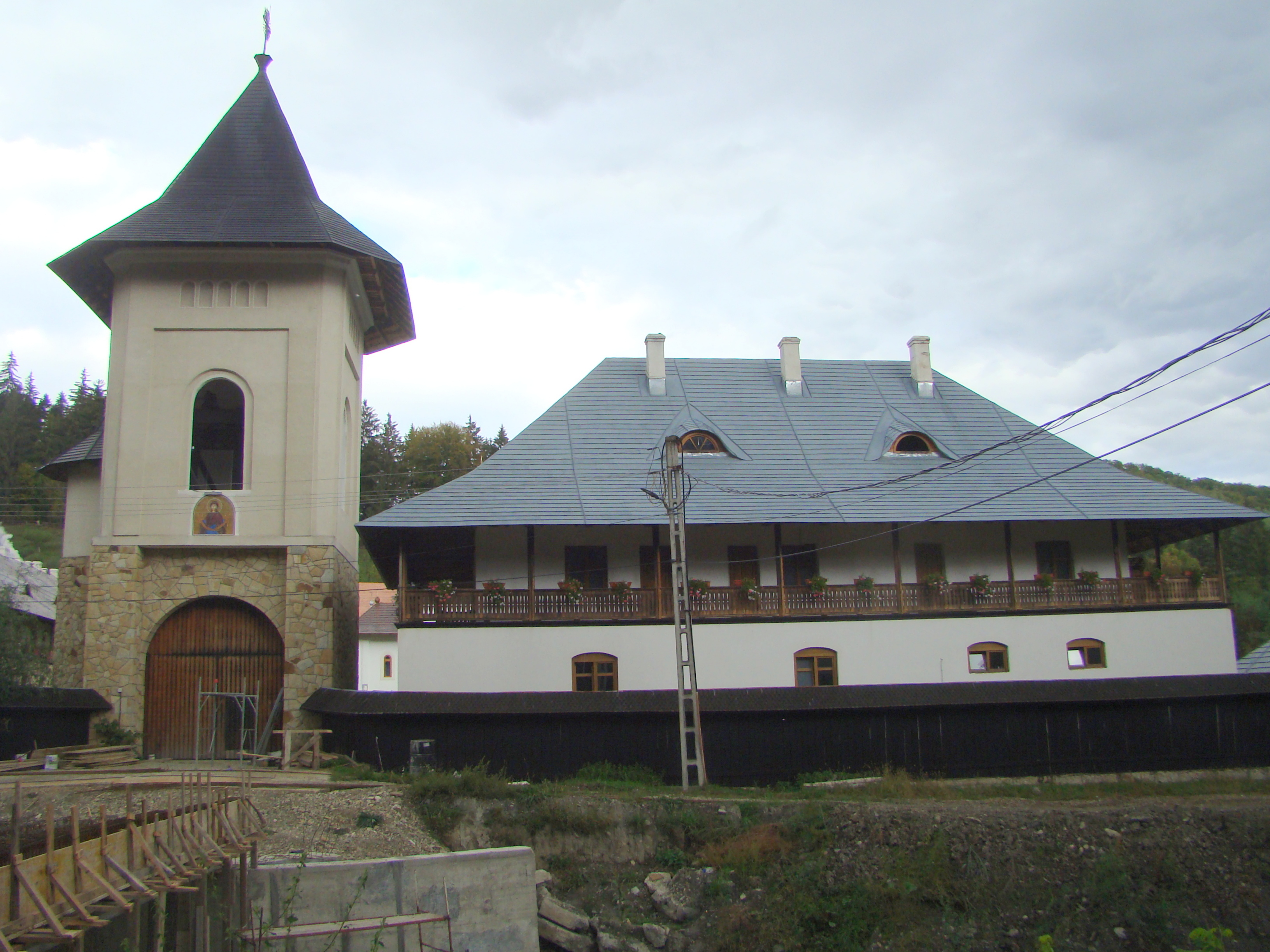
Mănăstirea Almaș (monument istoric)
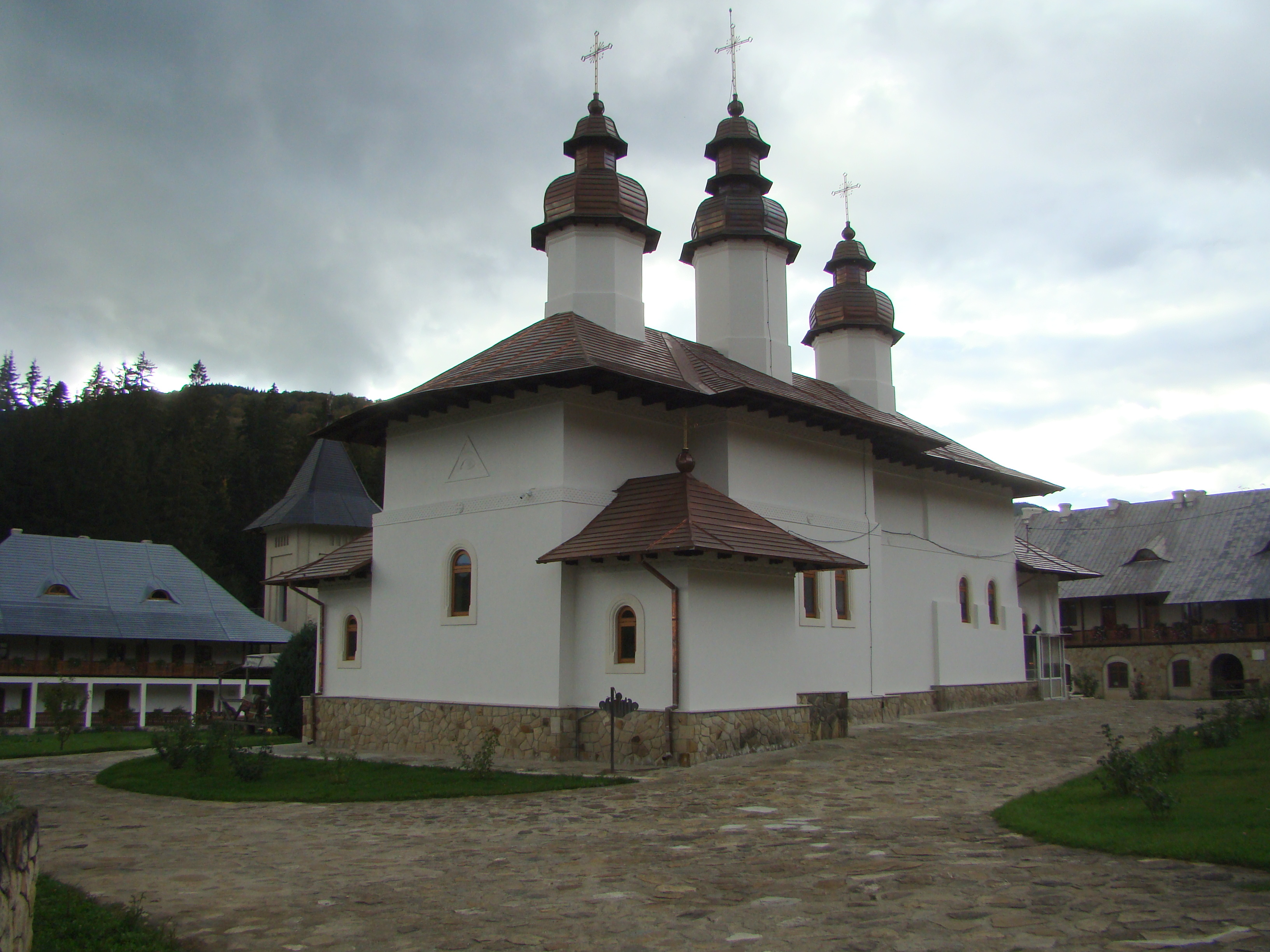
Biserica „Duminica Tuturor Sfinților” (monument istoric)
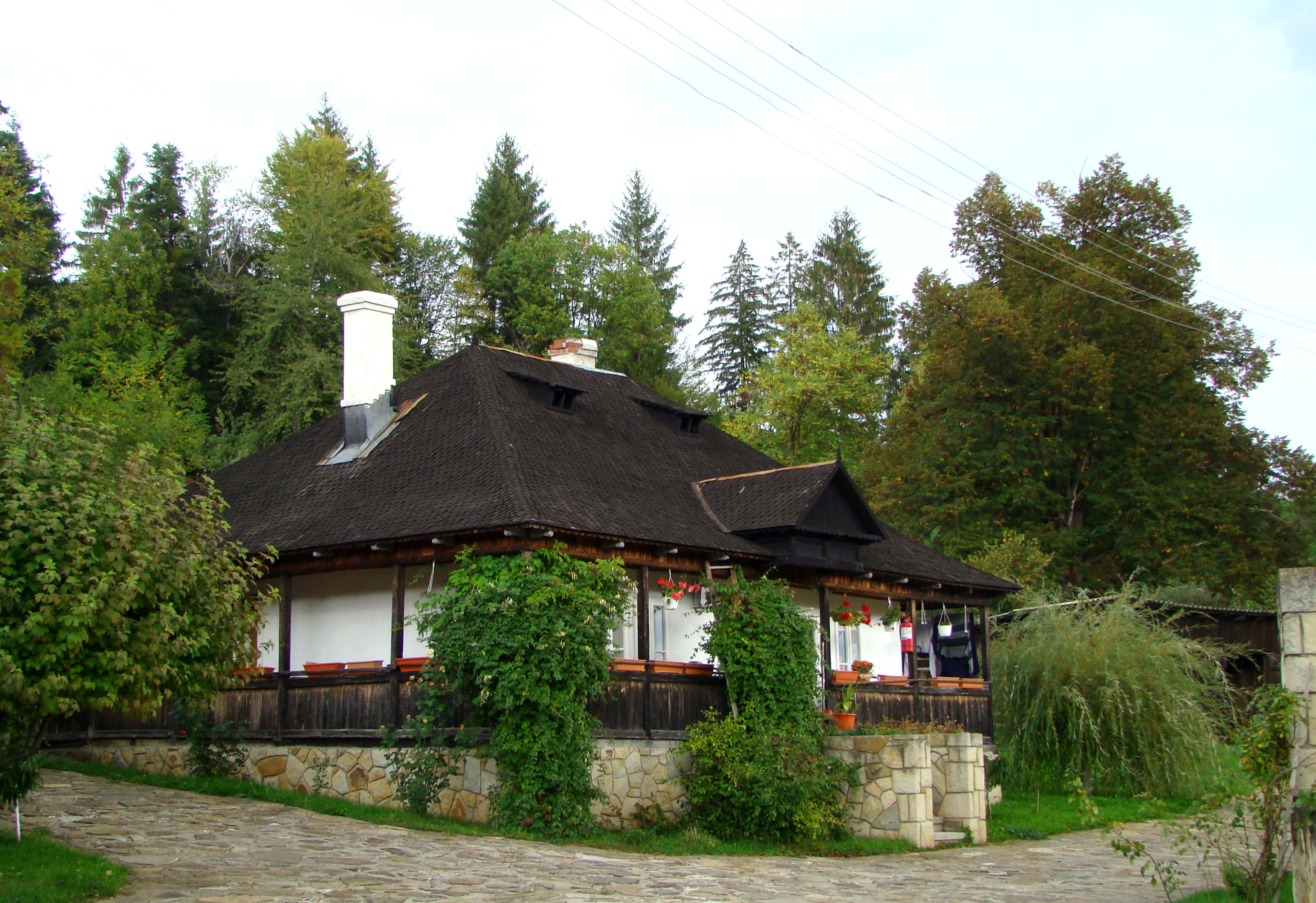
Case monahale (monument istoric)

 Acest articol despre o localitate din județul Neamț este deocamdată un ciot. Puteți ajuta Wikipedia prin completarea lui.